# Champions Hockey League (2008–2009)
Die Champions Hockey League (kurz CHL, auch: Eishockey-Champions League) war der in der Saison 2008/09 zum ersten und einzigen Mal und von der Internationalen Eishockey-Föderation IIHF ausgetragene Europapokal-Wettbewerb für Eishockeyklubs.
Aufgrund ausbleibender Sponsorengelder durch den Absprung des Investors im Zusammenhang mit der Finanzkrise wurde am 15. Juni 2009 durch die IIHF bekannt gegeben, dass die CHL in der Saison 2009/10 aussetzen würde. Der von der IIHF und Hockey Europe, der Vereinigung der europäischen Ligen, gemeinsam angedachte Neustart der CHL zur Spielzeit 2010/11 kam nicht zustande. Pläne zur Wiederaufnahme zur Saison 2011/12 wurden ebenfalls verschoben, nachdem einige beteiligte Ligen diesen nicht zugestimmt hatten.
Zur Saison 2014/15 startete ein neuer Wettbewerb unter dem Namen Champions Hockey League, der von einer mehrheitlich den beteiligten Clubs gehörenden Kapitalgesellschaft durchgeführt wird.

## Geschichte

### Einführung der Liga
Am 20. April 2007 gab der Weltverband bekannt, dass der Wettbewerb den bisherigen IIHF European Champions Cup, ein Turnier mit den Meistern der sechs besten europäischen Nationen der IIHF-Weltrangliste, ablöst. Weitere Informationen wurden am 13. Januar 2008 am Rande des letzten European Champions Cup öffentlich gemacht. Der Sieger des Turniers erhält die Silver Stone Trophy, die bereits 1997 für den Gewinner der European Hockey League eingeführt worden war.
In der ersten Saison nahmen nur Mannschaften aus den besten sieben europäischen Ligen an der CHL teil. Die Länder Russland, Schweden, Tschechien und Finnland vertraten dabei je zwei Mannschaften, während Deutschland, die Schweiz und die Slowakei mit dem jeweiligen Meister in der Gruppenphase antraten. Dazu kam eine weitere Mannschaft, die in einem Qualifikationsturnier im September 2008 bestimmt wurde. Die Teilnehmer des Qualifikationsturnieres waren die Hauptrundensieger der slowakischen Extraliga, der Schweizer National League A und der Deutschen Eishockey Liga.
Die Hauptrunde wurde in vier Gruppen mit je drei Mannschaften ausgetragen. Dabei spielte in jeder Gruppe jedes Team gegen jedes andere Team mit jeweils einem Heim- und Auswärtsspiel. Die jeweiligen Gruppenersten trugen das Halbfinale in Hin- und Rückspiel aus. Das Finale wurde ebenfalls in Hin- und Rückspiel ausgetragen. Die Spiele fanden jeweils am Mittwoch statt und überschnitten sich soweit möglich nicht mit nationalen Ligaspielen oder der UEFA Champions League.
Sieger der ersten Austragung wurden etwas überraschend die ZSC Lions aus Zürich, die im Finale den letzten ECC-Sieger HK Metallurg Magnitogorsk bezwingen konnten. Im Oktober 2009 holten sich die Lions zusätzlich den Victoria Cup.
In der ersten CHL-Saison wurden für Eishockeyverhältnisse hohe Prämien ausgeschrieben, die die Attraktivität des Wettbewerbs für die Teilnehmer sicherstellen sollten. Die Prämien wurden durch Sponsoren gedeckt, unter anderem durch die russische Gazprom. Insgesamt wurden in der Saison 2008/09 zehn Millionen Euro ausgeschüttet:
- insgesamt 100.000 Euro für die Teilnehmer des Qualifikationsturniers
- 300.000 Euro pro teilnehmende Mannschaft für die Gruppenphase
- 50.000 Euro pro Sieg in der Gruppenphase
- 200.000 Euro für den Einzug ins Halbfinale
- 500.000 Euro für den unterlegenen Finalisten
- 1.000.000 Euro für den siegreichen Finalisten
- 300.000 Euro für die Liga jedes Teilnehmers
- 100.000 Euro für jeden teilnehmenden Nationalverband

### Kurzfristige Absage und erneute Wiederaufnahme
Ab der Saison 2009/10 sollte nach einem erweiterten Qualifikationsmodus gespielt werden. Für die zwölf Mannschaften umfassende Gruppenphase waren die Meister der sieben besten europäischen Ligen automatisch qualifiziert. Die restlichen fünf Teilnehmer hätten in zwei Qualifikationsrunden zwischen den Meistern der in der Ligenrangliste zwischen dem 8. und 22. Rang platzierten europäischen Ligen und den Hauptrundensiegern der besten sieben Ligen ausgespielt werden sollen. Die Saison 2009/10 wurde wegen der anhaltenden Finanzkrise und fehlender Investorengelder im Sommer abgesagt.
Zur Saison 2010/11 sollte der Spielbetrieb der CHL wieder aufgenommen werden. Die IIHF arbeitete dafür mit Hockey Europe zusammen. Nach vorläufigen Planungen qualifizieren sich die Meister der sieben besten Ligen der Spielzeiten 2008/09 und 2009/10 sowie zwei weitere Mannschaften, die über ein Qualifikationsturnier ermittelt werden sollten, für die Gruppenphase, die aus vier Gruppen zu vier Mannschaften bestehen sollte. Ein weiterer Versuch der Wiederaufnahme des Wettbewerbs wird mit der Saison 2011/12 gestartet. Qualifizieren dafür sollen sich je zwei Teilnehmer aus den besagten sieben besten Ligen, die ZSC Lions Zürich als Titelverteidiger und der Gewinner des IIHF Continental Cups 2010/11.

### Folgen und Neustart
Ab 2010 etablierte sich die European Trophy als alternativer Europapokalwettbewerb. Dieser aus der Nordic Trophy und dem Red Bulls Salute  entstandene Wettbewerb wurde durch die beteiligten Clubs ohne Beteiligung der IIHF durchgeführt.
Die IIHF versuchte währenddessen, die CHL wieder aufleben zu lassen.
Schließlich einigten sich IIHF, Clubs und die Ligen der Hockey Europe auf einen neuen Europapokalwettbewerb, der wieder den Namen Champions Hockey League trug. Der Wettbewerb wird durch eine Kapitalgesellschaft veranstaltet, die mehrheitlich im Besitz von 26 Clubs ist. Die Details des neuen Wettbewerbs wurden im Dezember 2013 bekannt gegeben.

## Ligenrangliste
Die Teilnehmer der CHL wurden analog zu anderen Sportarten nach einer Rangliste der Länder bzw. Ligen festgelegt. Die besten sieben Länder nahmen in der Saison 2008/09 teil, in der Saison 2009/10 hätte das Turnier auf 22 Länder erweitert werden sollen.
| Land                   |
| ---------------------- |
| Russland               |
| Finnland               |
| Tschechien             |
| Schweden               |
| Slowakei               |
| Schweiz                |
| Deutschland            |
| Belarus                |
| Lettland               |
| Dänemark               |
| Österreich             |
| Kasachstan             |
| Norwegen               |
| Frankreich             |
| Slowenien              |
| Italien                |
| Ungarn                 |
| Polen                  |
| Niederlande            |
| Ukraine                |
| Vereinigtes Königreich |
| Rumänien               |

## Victoria Cup
- Hauptartikel: Victoria Cup

Der Sieger der CHL traf im folgenden Jahr im sogenannten Victoria Cup auf eine Mannschaft der National Hockey League. Die erste Austragung des Victoria-Cups fand am 1. Oktober 2008 in der PostFinance-Arena in Bern statt. Europäischer Vertreter war der ECC-Sieger HK Metallurg Magnitogorsk, aus der NHL wurden die New York Rangers ausgewählt. Der Gewinner erhielt ein Preisgeld von einer Million Schweizer Franken (etwa 0,6 Millionen Euro). Benannt war die Trophäe nach dem Victoria Skating Rink in Montreal, das die IIHF als Geburtsstätte des Eishockeysports ansieht, da dort 1875 erstmals ein Hallen-Eishockeyspiel stattfand. Die erste Austragung fiel mit dem 100. Geburtstag der IIHF zusammen.

## Siegerliste
| Jahr    | Teilnehmer   | Sieger CHL                                | Erg.                                      | Finalist CHL                              |
| ------- | ------------ | ----------------------------------------- | ----------------------------------------- | ----------------------------------------- |
| 2008/09 | 14           | ZSC Lions Zürich                          | 2:2, 5:0                                  | HK Metallurg Magnitogorsk                 |
| 2009/10 | 29 (geplant) | keine Austragung aufgrund der Finanzkrise | keine Austragung aufgrund der Finanzkrise | keine Austragung aufgrund der Finanzkrise |